# 세라 버틀러
세라 버틀러(Sarah Butler, 1985년 2월 11일 ~ )는 미국의 배우이다.

## 출연 작품
- 포인트 디파이언스 (2018)
- 다우팅 토마스 (2018)
- 문트랩: 타겟 어스 (2017)
- 메건스 쉬프트 (2017)
- 네 무덤에 침을 뱉어라 3 (2015)
- 프리폴게이트 (2014)
- 트레체리 (2013)
- 더 디멘티드 (2013)
- 스트레인저 인사이드 (2013)
- 더 파이터 (2012)
- 네 무덤에 침을 뱉어라 (2010)
- 플루 버즈 (2008)